# Konetontli
Genre
Konetontli est un genre de scorpions de la famille des Vaejovidae.

## Distribution
Les espèces de ce genre sont endémiques du Mexique. Elles se rencontrent au Guerrero, au Michoacán, au Colima, au Jalisco, au Nayarit et en Basse-Californie du Sud.

## Liste des espèces
Selon The Scorpion Files (23/08/2020) :
- Konetontli acapulco (Armas & Martin-Frias, 2001)
- Konetontli chamelaensis (Williams, 1986)
- Konetontli ignes González-Santillán & Prendini, 2015
- Konetontli ilitchi González-Santillán & Prendini, 2015
- Konetontli juxtlahuaca González-Santillán & Prendini, 2015
- Konetontli kuarapu (Francke & Ponce-Saavedra, 2005)
- Konetontli migrus González-Santillán & Prendini, 2015
- Konetontli nayarit (Armas & Martin-Frias, 2001)
- Konetontli pattersoni (Williams & Haradon in Williams, 1980)
- Konetontli zihuatanejensis (Baldazo-Monsivaiz, 2003)

## Publication originale
- González Santillán & Prendini, 2013 : « Redefinition and generic revision of the North American vaejovid scorpion subfamily Syntropinae Kraepelin, 1905, with descriptions of six new genera. » Bulletin of The American Museum of Natural History, no 382, p. 1-71 (texte intégral).